# ザバイカル・コサック軍

ザバイカル地方（2008年）。

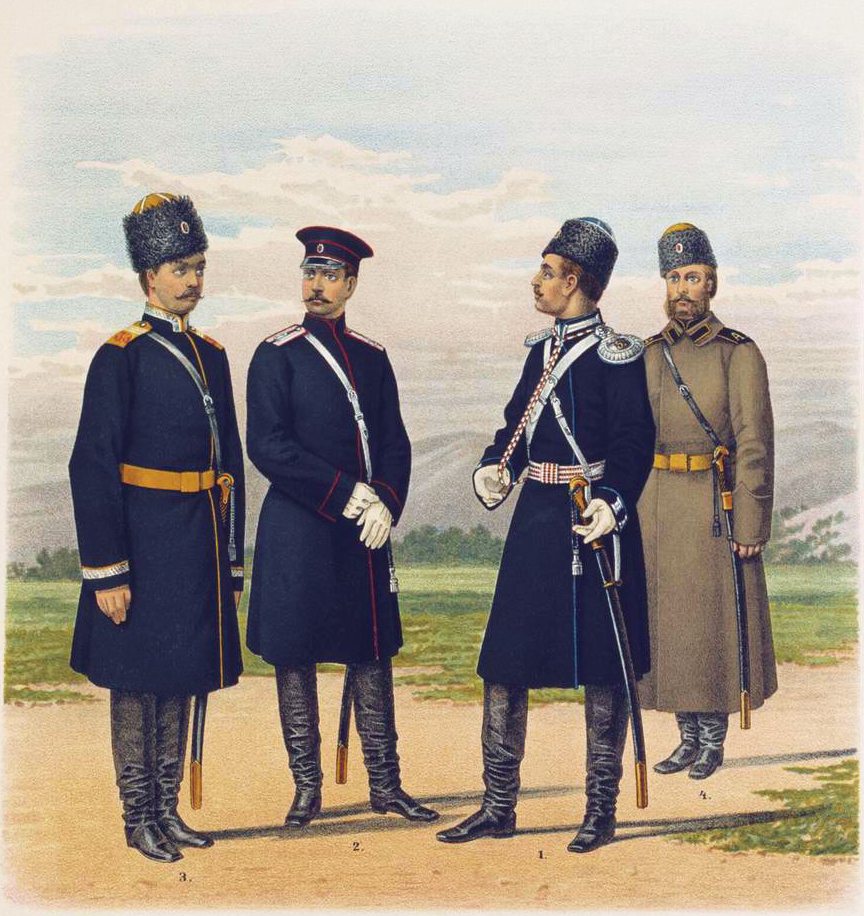
ザバイカル・コサックの下士官(3番目、左）。

ザバイカル・コサック軍（ロシア語：Забайкальское казачье войско；ウクライナ語：Забайкальське козацьке військо）は、1851年から1918年までバイカル湖の周辺、ザバイカル州に存在したロシア帝国のコサック軍の一つである。バイカル・コサックとも。

## 概要
ザバイカル・コサック軍は、1851年3月17日にザバイカルにおいてロシア皇帝ニコライ1世の命令によって編成された。軍の構成員はウクライナ人とロシア人からなるシベリア・コサック、アジア系のブリヤート人とエヴェンキ人、そして現地の農民であった。
ザバイカル・コサックは3つの騎兵連隊（第1・第2・第3ロシア騎兵連隊）と3つの歩兵旅団（第4エヴェンキ連隊、第5・第6ブリヤート連隊）を持ち、清国との国境警固とザバイカル地方の治安維持のために務めた。軍の指揮監督権は、皇帝がコサックの中から選んで任命するアタマーンに属していたが、1871年からザバイカル州の軍事知事はアタマーンとして任命されるようになった。ザバイカル・コサック軍の中心地はザバイカル州のチタ市であった。
1858年にザバイカル・コサック軍からアムール・コサック軍が分岐され、アムール川沿いの国境警固を務めさせた。
1916年に女・子供を含むザバイカル・コサック軍の総人口は265,000人ちかくであった。平時にはコサック軍が義務を果たすために1つの親衛半百人隊、4つの騎兵連隊と2つの砲兵大隊を国家に出していたが、第一次世界大戦の時には1つの親衛半百人隊、9つの騎兵連隊、4つの砲兵大隊と3つの予備百人隊、合わせて約14,500人を出していた。コサックの軍服は高い毛皮帽子、深青色の上着と灰色のズボンで、軍色はアジアを象徴する黄色であった。
ザバイカル・コサックは以下ほどの軍役に参陣していた。
- 1900年‐1901年：義和団の乱。
- 1904年‐1905年：日露戦争。
- 1914年‐1918年：第一次世界大戦。

1918年に共産党のボリシェビキ政権が成立すると、ザバイカル・コサック軍は廃止された。それに対してロマン・ウンゲルンやグリゴリー・セミョーノフなどが率いるコサックが反発し、ロシア内戦に加わった。1920年にボリシェビキの勝利に伴ってコサックは最終的に廃止され、コサックの残党は満州へ逃亡した。